# UbuWeb
UbuWeb è un sito internet fondato nel 1996 dal poeta Kenneth Goldsmith nel tentativo di offrire ad un pubblico ampio materiale sulla poesia sonora, visuale e concreta in formato testuale, MP3 e filmico.

## Intenti del Progetto
UbuWeb è nato per contribuire alla diffusione della letteratura d'avanguardia e sperimentale. Il sito non è a scopo di lucro ed opera tramite donazioni e contributi liberi. Il materiale è consultabile gratuitamente: testi, video ed opere vengono proposti con autorevoli commenti di addetti del settore.

## Contenuti
Oltre alle opere presenti all'interno del sito, UbuWeb promuove diverse sezioni tematiche quali /ubu Editions edizioni di poesie contemporanee selezionate ed introdotte dal poeta Brian Kim Stefans; UbuWeb: Ethnopoetics a cura di Jerome Rothenberg, tentativo di fusione tra avanguardia e tradizioni etniche; UbuWeb: Papers una serie di saggi accademici inerenti all'argomento; UbuWeb:Outsiders e dà spazio a The 365 Days Project a cura di Otis Fodder.

## Infrastrutture
UbuWeb non è affiliato a nessuna istituzione accademica. Conta invece delle donazioni da parte di GreyLodge, WFMU, PennSound, The Electronic Poetry Center, The Center for Literary Computing and ArtMob. Il consiglio di amministrazione di UbuWeb include i poeti Charles Bernstein, Darren Wershler-Henry ed il critico Marjorie Perloff.